# Rancho Redondo
Rancho Redondo es el sexto y penúltimo distrito del cantón de Goicoechea, en la provincia de San José, de Costa Rica.
El distrito se caracteriza por ser mayoritariamente rural y por su fuerte producción lechera y ganadería. Además, es el distrito menos poblado, pero el más extenso del cantón.

## Toponimia
Inicialmente el distrito era conocido con el nombre de Charco.  El nombre actual se debe a los trabajadores agropecuarios, que realizaban una parada para descansar y comer en un rancho de formar circular ubicado en la región.

## Ubicación
Se ubica en el este del cantón y limita al norte con el cantón de Vázquez de Coronado, al este con el cantón de Cartago, al oeste con los distritos de Mata de Plátano, Ipís y Purral, y al sur limita con el distrito de Mata de Plátano y los cantones de Montes de Oca y Cartago.  La población más importante es el barrio de Rancho Redondo, ubicada a unos 13 km al este de Guadalupe y a 9 km al oeste de Llano Grande de Cartago.

## Geografía
Rancho Redondo cuenta con un área de 13,08 km² y una altitud media de 2048 m s. n. m.

## Demografía
Para el año 2022, Rancho Redondo cuenta con una población estimada de 3325 habitantes, y para el último censo efectuado, en 2011, Rancho Redondo contaba con una población de 2538 habitantes.

## Localidades
- Barrios: Mirador.
- Poblados: Corralillo, Guayabillos, Isla, San Miguel, Vista de Mar.

## Transporte

### Carreteras
Al distrito lo atraviesan las siguientes rutas nacionales de carretera:
- Ruta nacional 205
- Ruta nacional 218

## Concejo de distrito
El concejo de distrito del distrito de Rancho Redondo vigila la actividad municipal y colabora con los respectivos distritos de su cantón. También está llamado a canalizar las necesidades y los intereses del distrito, por medio de la presentación de proyectos específicos ante el Concejo Municipal. El presidente del concejo del distrito es el síndico propietario del partido Liberación Nacional, Minor Esquivel Pereira.
El concejo del distrito se integra por:
| #                       | Partido                             | Nombre                     |
| Síndico propietario     | Síndico propietario                 | Síndico propietario        |
| ----------------------- | ----------------------------------- | -------------------------- |
| 1                       | Partido Liberación Nacional         | Minor Esquivel Pereira     |
| Síndico suplente        |                                     |                            |
| 2                       | Partido Liberación Nacional         | María Cristina Gómez Pérez |
| Concejales propietarios |                                     |                            |
| 3                       | Partido Liberación Nacional         | Yahaira Murillo Mora       |
| 4                       | Partido Liberación Nacional         | Luis Carlos Quirós Venegas |
| 5                       | Partido Unidad Social Cristiana     | Kennedy Vindas Calderón    |
| 6                       | Partido Accesibilidad sin Exclusión | Verny Monge Leitón         |
| Concejales suplentes    |                                     |                            |
| 7                       | Partido Liberación Nacional         | Reinaldo Gómez Segura      |
| 8                       | Partido Liberación Nacional         | Verónica Solís Villalobos  |
| 9                       | Partido Unidad Social Cristiana     | Francia Mora Soto          |
| 10                      | Partido Accesibilidad sin Exclusión | Diana Quirós Orozco        |